# Lithiumimid
Lithiumimid ist eine anorganische chemische Verbindung des Lithiums aus der Gruppe der Imide.

## Gewinnung und Darstellung
Lithiumimid bildet sich bei Erhitzung von Lithiumamid auf 450 °C.
{\displaystyle {\ce {2LiNH2 -> Li2NH + NH3}}}
Es lässt sich auch durch Reaktion von Lithiumamid mit Lithiumhydrid in einer Argonatmosphäre oder mit Lithiumnitrid gewinnen.

## Eigenschaften
Lithiumimid ist ein sehr hydrolyseempfindlicher Feststoff und eine sehr starke Base. Er kristallisiert antiisomorph zum Calciumfluorid-Typ.